# Дамар (Ен)
Дамар (фр. Dammard) насеље је и општина у североисточној Француској у региону Пикардија, у департману Ен (Пикардија) која припада префектури Шато Тјери.
По подацима из 2011. године у општини је живело 411 становника, а густина насељености је износила 51,63 становника/km². Општина се простире на површини од 7,96 km². Налази се на средњој надморској висини од 130 метара (максималној 159 m, а минималној 77 m).

## Демографија
| 1962. | 1968. | 1975. | 1982. | 1990. | 1999. | 2011. |
| ----- | ----- | ----- | ----- | ----- | ----- | ----- |
| 433   | 461   | 421   | 373   | 441   | 418   | 411   |

График промене броја становника у току последњих година